# 福島県道164号鹿島日下石線
福島県道164号鹿島日下石線（ふくしまけんどう164ごう かしまにっけしせん）は、福島県南相馬市から相馬市に至る一般県道である。

## 路線概要
- 起点：南相馬市鹿島区浮田字車川
- 終点：相馬市立谷字中屋敷
- 総延長：5.833 km[1]
  - 実延長：5.764 km
- 路線認定年月日：1976年（昭和51年）11月16日[2]

### 道路施設
立谷橋
- 全長：12.1m
- 幅員：7.2m
- 竣工：2001年[3]

相馬市立谷字中屋敷から字立谷に至り、二級水系日下石川水系町場川を渡る。
沢田橋
- 全長：14.1m
- 幅員：6.4m
- 竣工：1988年[3]

相馬市立谷字立谷から赤木字赤木に至り、二級水系日下石川を渡る。

## 通過する自治体
- 南相馬市鹿島区 - 相馬市

## 接続・交差する道路
- 南相馬市内
  - 福島県道34号相馬浪江線（鹿島区浮田字車川 起点）
- 相馬市内
  - 福島県道270号山上赤木線（立谷字中屋敷 終点）

## 沿線
- 南相馬市立上真野小学校